# Филби, Сент-Джон
Гарри Сент-Джон Бриджер Филби (англ. Harry St John Bridger Philby), известный также как Джек Филби, или шейх Абдулла (3 апреля 1885, Бадулла, Цейлон — 30 сентября 1960, Бейрут, Ливан) — британский колониальный деятель, востоковед. Отец Кима Филби.

## Биография
В 1907 году окончил Кембриджский университет.
В 1907—1925 годах служил в британской колониальной администрации в Индии, Ираке и Трансиордании.
С 1925 года жил в основном при дворе эмира Неджда Абдул-Азиза Аль Сауда, будущего короля Саудовской Аравии, являясь одним из его советников. Был женат на арабке, с которой имел общих детей.
В 1930 году принял ислам.
Сыграл значительную роль в получении американской нефтяной компанией (АРАМКО) концессии в Саудовской Аравии.
В 1939 году во время конференции «Круглого стола» по палестинскому вопросу в Лондоне предложил передать Палестину сионистам в обмен на предоставление независимости арабским странам.
В 1955 году, после смерти Абдул-Азиза Аль Сауда, был выслан из Саудовской Аравии за антиправительственную деятельность.

## Научная деятельность
Филби, будучи знатоком истории, этнографии и культуры Аравии, стал автором большого количества монографий. Поскольку он был единственным исследователем, имевшим доступ к Ибн Сауду и его архивам, труды Филби приобрели характер первоисточника. В них автор выступал апологетом внутренней и внешней политики Ибн Сауда. Филби утверждал, что Ибн Сауд является «величайшим арабом в истории после Мухаммеда». Филби сознательно принижал роль Йемена, Кувейта и Омана в истории Аравийского полуострова, приукрашивал деятельность британских колонизаторов. Труды Филби оказали значительное влияние на западноевропейскую и отчасти арабскую историографию.

### Труды
- The heart of Arabia: a record of travel & exploration. — L., 1922.
- Arabia of the Wahhabis. — L., 1928.
- Arabia. — L., 1930.
- The empty quarter: being a description of the great south desert of Arabia known as Rub-al-Khali. — L., 1933.
- Harun al Rashid. — L., 1933; L. — N. Y., 1934.
- Sheba’s daughters; being a record of travel in Southern Arabia. — L., 1939.
- A Pilgrim in Arabia. — L., 1946.
- The Background of Islam: being a sketch of Arabian history in pre-Islamic times. — Alexandria, 1947.
- Arabian Days: an autobiography. — L., 1948.
- Arabian Highlands. — N. Y., 1952.
- Arabian Jubilee. — L.,1952.
- Saudi Arabia. — L., 1955.
- The Land of Midian. — L., 1957.
- Forty Years in the Wilderness. — L., 1957.
- Arabian Oil Ventures. — Wash., 1964.